# Londoner Akte
Die Londoner Akte (auch Londoner Neunmächtekonferenz oder Neun-Mächte-Konferenz) vom 3. Oktober 1954 ermöglichte der Bundesrepublik Deutschland den Beitritt zur NATO. Gleichzeitig war damit für die Bundesrepublik die Aufhebung des Besatzungsstatuts und die Anerkennung als Vertreterin Gesamtdeutschlands in internationalen Angelegenheiten verbunden. Die Konferenz bereitete die Pariser Verträge entscheidend vor.

## Inhalt
In dieser Akte haben die drei Westmächte die Regierung der Bundesrepublik als „die einzige deutsche Regierung betrachtet, die frei und rechtmäßg gebildet und daher berechtigt ist, für Deutschland als Vertreterin des deutschen Volkes in internationalen Angelegenheiten zu sprechen“. Die übrigen Staaten der NATO übernahmen diese Erklärung bei ihrer Zustimmung zum Beitritt der Bundesrepublik in die NATO als verpflichtend für sich selbst.
Nachdem der Vertrag zur Europäischen Verteidigungsgemeinschaft (EVG) an der französischen Nationalversammlung gescheitert war, stand die bereits seit Anfang der 1950er-Jahre geplante Wiederbewaffnung der Bundesrepublik vor dem Scheitern, da für alle daran interessierten Mächte eine neue deutsche Armee nach dem Zweiten Weltkrieg nur im Rahmen einer supranationalen Organisation denkbar war.
Um zu einer Lösung zu kommen, begann auf Einladung des britischen Außenministers Sir Anthony Eden am 28. September 1954 in London eine Konferenz mit dem Ziel die Bundesrepublik in das westliche Bündnissystem zu integrieren. Beteiligt waren sieben europäische Staaten (Großbritannien, Frankreich, Italien, Beneluxländer und Deutschland) und die NATO-Staaten USA und Kanada. Die Londoner Konferenz behandelte drei Großkomplexe: der NATO-Beitritt der Bundesrepublik Deutschland, die Erweiterung des Brüsseler Paktes und die Wiederherstellung der „Souveränität Westdeutschlands“. Dafür wurden im Vorfeld drei Arbeitsgruppen in Paris (NATO), London (Brüsseler Pakt) und Bonn (Deutschlandvertrag) eingerichtet. Die Konferenzteilnehmer berieten sich zu den Themen des NATO-Beitritts und dem Brüsseler Pakt. Der Deutschlandvertrag von 1952 sollte in einer Konferenz der drei Westmächte mit der Bundesrepublik Deutschland revidiert werden. Die Standpunkte der französischen Regierung, die teilweise im Gegensatz zu den Verhandlungszielen der USA und Großbritanniens sowie Westdeutschlands standen, sorgten für eine Verhärtung der Fronten. Ein Scheitern der Verhandlungen stand im Raum. Erst der freiwillige Verzicht des Bundeskanzlers Konrad Adenauer auf die deutsche Produktion von ABC-Waffen, Fernlenkgeschossen, schweren Schiffstypen und Bombern führten zum Durchbruch. Die Benelux-Staaten schlossen sich diesem Verzicht demonstrativ an, um der deutschen Selbstbeschränkung die diskriminierende Wirkung zu nehmen. Bereits am 3. Oktober wurde das Verhandlungsergebnis unterzeichnet.
Die Londoner Schlussakte beinhaltete: die Absichtserklärung der Westmächte über den Verzicht auf die Ausübung ihrer Besatzungsbefugnisse noch vor Inkrafttreten der künftigen Westverträge; die Aufnahmebedingungen für die Bundesrepublik Deutschland und Italien in den Brüsseler Pakt einschließlich seiner zukünftigen Rüstungskontrollbefugnisse und der Verzichtserklärung Adenauers; die Zusicherung der USA, Großbritanniens und Kanadas über ihre militärischen Beiträge sowie die Erweiterung der Befugnisse des SACEURs zu beraten; die deutsche Gewaltverzichtserklärung bei der Verfolgung nationaler Ziele; im Gegenzug wiederholten die Alliierten ihre Sicherheitsgarantien gegenüber Westdeutschland und sie bestätigten den Alleinvertretungsanspruch der Bundesrepublik auf deutschem Gebiet.
In der Bundesrepublik stieß der Vertrag und die Wiederaufrüstung auf scharfe Kritik der Opposition, ohne dass dies etwas an dem eingeschlagenen Kurs ändern konnte. Auf vier Konferenzen in Paris wurden die Beschlüsse von London Ende Oktober 1954 konkretisiert und vertraglich geregelt. Aus dem Brüsseler Vertrag ging die Westeuropäische Union (WEU) hervor, die die gescheiterte EVG ablöste. Am 9. Mai 1955 trat die Bundesrepublik der NATO bei. Gleichzeitig wurde das Besatzungsstatut aufgehoben und die Bundesrepublik erhielt ihre Souveränität.